# Chambéry Savoie Football
Chambéry Savoie Football is een voetbalclub uit Chambéry in Savoye. De club is opgericht in 1925 als Stade Olympique de Chambéry en de thuisbasis is het Stade Jaques Level. De clubkleuren van SOC zijn geel met zwart.

## Algemene informatie
SO Chambéry maakte in 2011 landelijk furore door in de 1/32 finale van de Coupe de France van AS Monaco te winnen en zich op deze manier te plaatsen voor de 1/16 finales van het toernooi. SO Chambéry, dat uitkwam in CFA 2 (de 5e divisie van Frankrijk) versloeg het grote AS Monaco, na 1-1 in reguliere speeltijd, middels strafschoppen. Het uitgeschakelde Monaco kwam uit in de Ligue 1, de hoogste nationale voetbalklasse en was vorig seizoen finalist in het prestigieuze bekertoernooi. Ook in de 1/16 finale wist Chambéry vervolgens te winnen van een team uit de Ligue 1. Ditmaal werd op 22 januari Stade Brestois uitgeschakeld na wederom een succesvolle penaltyreeks. Hiermee verwierf SOC de status van reuzendoder binnen het Franse voetbal.
In 2015 werd de naam gewijzigd in Chambéry Savoie Football. 

## Erelijst
| Nationaal                   |    |                  |
| Frans amateurkampioen       | 1x | 1962             |
| Regionaal                   |    |                  |
| Rhône-Alpes Eredivisie      | 3x | 1957, 1961, 2007 |
| Beker van Rhône-Alpes       | 3x | 1991, 1992, 2006 |
| District                    |    |                  |
| Kampioenschap Savoie        | 1x | 1979             |
| Lyonees Streekkampioenschap | 2x | 1957, 1961       |
| Lyonees Districtsbeker      | 3x | 1946, 1947       |

## Bekende (oud-)spelers
Julien Diondet
 Thomas Dubard
 Fabrice Fiorèse
 Nicolas Gandossi
 Fabien Tissot-Rosset
 Raphaël Tucci